# Université de Foggia
Pour les articles homonymes, voir Foggia (homonymie).
 (août 2018).
Si vous disposez d'ouvrages ou d'articles de référence ou si vous connaissez des sites web de qualité traitant du thème abordé ici, merci de compléter l'article en donnant les références utiles à sa vérifiabilité et en les liant à la section « Notes et références ».
L'Université de Foggia (en italien, Università degli studi di Foggia) est une université italienne, située à Foggia dans les Pouilles, recréée en 1999 (bien que la première chaire à Foggia date de 1800 - mais le Risorgimento a provoqué la fermeture des établissements d'enseignement de cette ville).